# Gilles Coustellier
Gilles Coustellier (Martigues, 31 de mayo de 1986) es un deportista francés que compite en ciclismo en la modalidad de trials, ganador de 9 medallas en el Campeonato Mundial de Ciclismo de Montaña entre los años 2007 y 2016, y 9 medallas en el Campeonato Europeo de Ciclismo de Montaña entre los años 2007 y 2016. Su hermano Giacomo también es un ciclista de trials.

## Palmarés internacional
| Campeonato Mundial | Campeonato Mundial             | Campeonato Mundial | Campeonato Mundial |
| Año                | Lugar                          | Medalla            | Competición        |
| ------------------ | ------------------------------ | ------------------ | ------------------ |
| 2007               | Fort William ( Reino Unido)    | Medalla de plata   | Trials 26″         |
| 2008               | Val di Sole ( Italia)          | Medalla de oro     | Trials 26″         |
| 2009               | Camberra ( Australia)          | Medalla de oro     | Trials 26″         |
| 2011               | Champéry ( Suiza)              | Medalla de oro     | Trials 26″         |
| 2011               | Champéry ( Suiza)              | Medalla de bronce  | Trials 20″         |
| 2012               | Leogang/Saalfelden ( Austria)  | Medalla de oro     | Trials 26″         |
| 2013               | Pietermaritzburg ( Sudáfrica)  | Medalla de plata   | Trials 26″         |
| 2014               | Hafjell/Lillehammer ( Noruega) | Medalla de oro     | Trials 26″         |
| 2016               | Val di Sole ( Italia)          | Medalla de plata   | Trials 26″         |
| Campeonato Europeo |                                |                    |                    |
| Año                | Lugar                          | Medalla            | Competición        |
| 2007               | Wałbrzych ( Polonia)           | Medalla de bronce  | Trials 26″         |
| 2008               | Heubach ( Alemania)            | Medalla de oro     | Trials 26″         |
| 2009               | Zoetermeer ( Países Bajos)     | Medalla de oro     | Trials 26″         |
| 2010               | Melsungen ( Alemania)          | Medalla de oro     | Trials 26″         |
| 2011               | Biella ( Italia)               | Medalla de bronce  | Trials 26″         |
| 2012               | Weilrod ( Alemania)            | Medalla de oro     | Trials 26″         |
| 2013               | Berna ( Suiza)                 | Medalla de oro     | Trials 26″         |
| 2014               | Wałbrzych ( Polonia)           | Medalla de oro     | Trials 26″         |
| 2016               | Le Puy-en-Velay ( Francia)     | Medalla de oro     | Trials 26″         |